# Шахсуварлы, Камран Намиг оглы
Камран Намиг оглы Шахсуварлы (азерб. Kamran Namiq oğlu Şahsuvarlı) — азербайджанский, ранее казахстанский боксёр, чемпион Азербайджана, член сборной Азербайджана по боксу. Бронзовый призёр летних Олимпийских игр 2016 года в Рио-де-Жанейро и чемпионата мира 2017 года, серебряный призёр чемпионата Европы 2017 года.

## Биография
Камран Шахсуварлы  родился 6 декабря 1992 года в Казахстане, по национальности азербайджанец. Является воспитанником Актюбинского бокса. В 2011 году стал победителем международного турнира на призы заслуженного мастера спорта СССР Серика Конакбаева. Входил в состав сборной Актобе по боксу (в весовой категории до 75 килограммов). Представляя Казахстан на профессиональном ринге, Шахсуварлы провёл пять боев и одержал пять побед.
В 2013 году, ввиду отсутствия поддержки со стороны казахстанских спортивных функционеров и спонсоров, принял гражданство Азербайджана. В 2014 году Камран Шахсуварлы стал чемпионом Азербайджана и занял второе место в соревнованиях Кубка нефтяных стран в Югре (Россия). На прошедших в Баку состязаниях «Великий шелковый путь» Шахсуварлы победил боксёра из Казахстана Сапарбая Айдарова и стал победителем турнира.
В 2015 году занял второе место на чемпионате Азербайджана, уступив в финале представителю клуба «Гилан» Гайбулле Мурсалову.
В июне 2016 года на лицензионном турнире по боксу в Баку Шахсуварлы дошёл до четвертьфинала, где проиграл ирландскому боксёру Майклу О’Райли. который пробился в финал. В связи с тем, что соперник О’Райли в финале, Асланбек Ачилов из Туркмении, не вышел на ринг, ирландец был объявлен чемпионом, а Шахсуварлы завоевал лицензию на летние Олимпийские игры 2016. На этих играх Шахсуварлы дошёл до полуфинала, где уступил действующему чемпиону мира — кубинцу Арлену Лопесу, завоевав тем самым бронзовую медаль. Указом президента Азербайджана был награждён медалью «Прогресс».
На чемпионате Европы по боксу, проходившем в 2017 году в Харькове, Шахсуварлы дошёл до финала, где проиграл украинскому боксёру Александру Хижняку, завоевав серебряную медаль. В этом же году стал бронзовым призёром чемпионата мира.

## Достижения

### Чемпионаты Азербайджана
| Соревнования           | Сборная     | Весовая категория | Место  |
| ---------------------- | ----------- | ----------------- | ------ |
| Чемпионат Азербайджана | Азербайджан | 75 кг             | Золото |

### Олимпийские игры
| Соревнования                 | Сборная     | Весовая категория | Место  |
| ---------------------------- | ----------- | ----------------- | ------ |
| Летние Олимпийские игры 2016 | Азербайджан | 75 кг             | Бронза |